# Effie J. Taylor

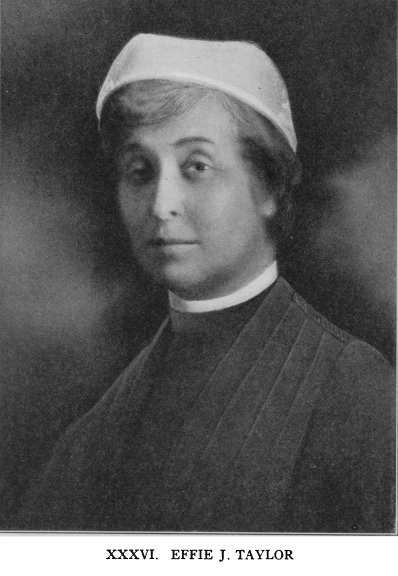
Effie Jane Taylor (1924)

Effie Jane Taylor (* 18. April 1874 in Hamilton, Ontario/Kanada; † 20. Mai 1970 ebenda) war eine kanadische Krankenschwester und Präsidentin des International Council of Nurses (ICN).

## Leben
Effie Taylor, eigentlich Euphemia Jane Taylor, besuchte zunächst das Hamilton Collegiate Institute, dann das Wesley Ladies College, ebenfalls in ihrer Heimatstadt. Die Eltern waren schottisch-irischer Herkunft. Taylor absolvierte zwischen 1904 und 1907 ihre Krankenpflegeausbildung an der von Isabel Hampton Robb geprägten Johns Hopkins School of Nursing in Baltimore unter der Leitung von Mary A. Nutting. Nach der Ausbildung arbeitete sie in der psychiatrischen Abteilung des Johns Hopkins Hospital. Während des Ersten Weltkriegs arbeitete sie als Krankenschwester in der US-Army. 1923 ging Taylor an die erste pflegewissenschaftliche Fakultät der Welt an der Yale-Universität in New Haven, um sich in Pflege weiter zu qualifizieren. Nach der Magister Graduierung wurde sie Lektorin für mentale Erkrankungen daselbst und entwickelte einen entsprechenden Weiterbildungskurs. 1934 wurde sie Nachfolgerin der ersten Dekanin der Fakultät, Annie W. Goodrich. Von 1937 bis 1947 war Taylor Präsidentin des International Council of Nurses, den sie durch die schwierigen Jahre des Zweiten Weltkriegs leitete. In der Position als Präsidentin des ICN folgte sie der Engländerin Alicia Lloyd Still. 
Taylor war Ehrenmitglied der finnischen, norwegischen und dänischen Krankenpflegeorganisation. Sie wurde 1986 in die Hall of Fame der American Nurses Association aufgenommen.

## Foto
- National Library of Medicine: Effie J. Taylor.img